# Ulica Grzegorza Piramowicza w Łodzi
Ulica Piramowicza niedługa, bo niespełna 230 metrowa ulica w ścisłym centrum Łodzi.

## Historia
- Śródmiejska ulica, znana przed 1915 roku początkowo jako Olgińska i Olgi, a od roku 1915 – Olgastrasse.
- W latach 1918–1920 funkcjonowała pod nazwą Olgińska. Posługiwano się również przekręconą nazwą Ogińska.
- W 1920 roku zyskała patrona – Piramowicza.
- W latach 1940–1945 występowała jako Pulvergasse.
- W 1945 roku przywrócono jej nazwę Grzegorza Piramowicza.

W 1937 roku położono na niej kostkę klinkierową na podłożu betonowym. W tym samym roku została skanalizowana. W pierwszych latach XXI wieku wyremontowano kilka stojących przy ulicy kamienic oraz cerkiew św. Olgi, od której pochodziła najstarsza nazwa ulicy.
Ulica ze względu na swój urokliwy klimat, oraz zróżnicowaną zabudowę, nazywana jest Łodzią w pigułce.